# Liste der türkischen Botschafter in Deutschland

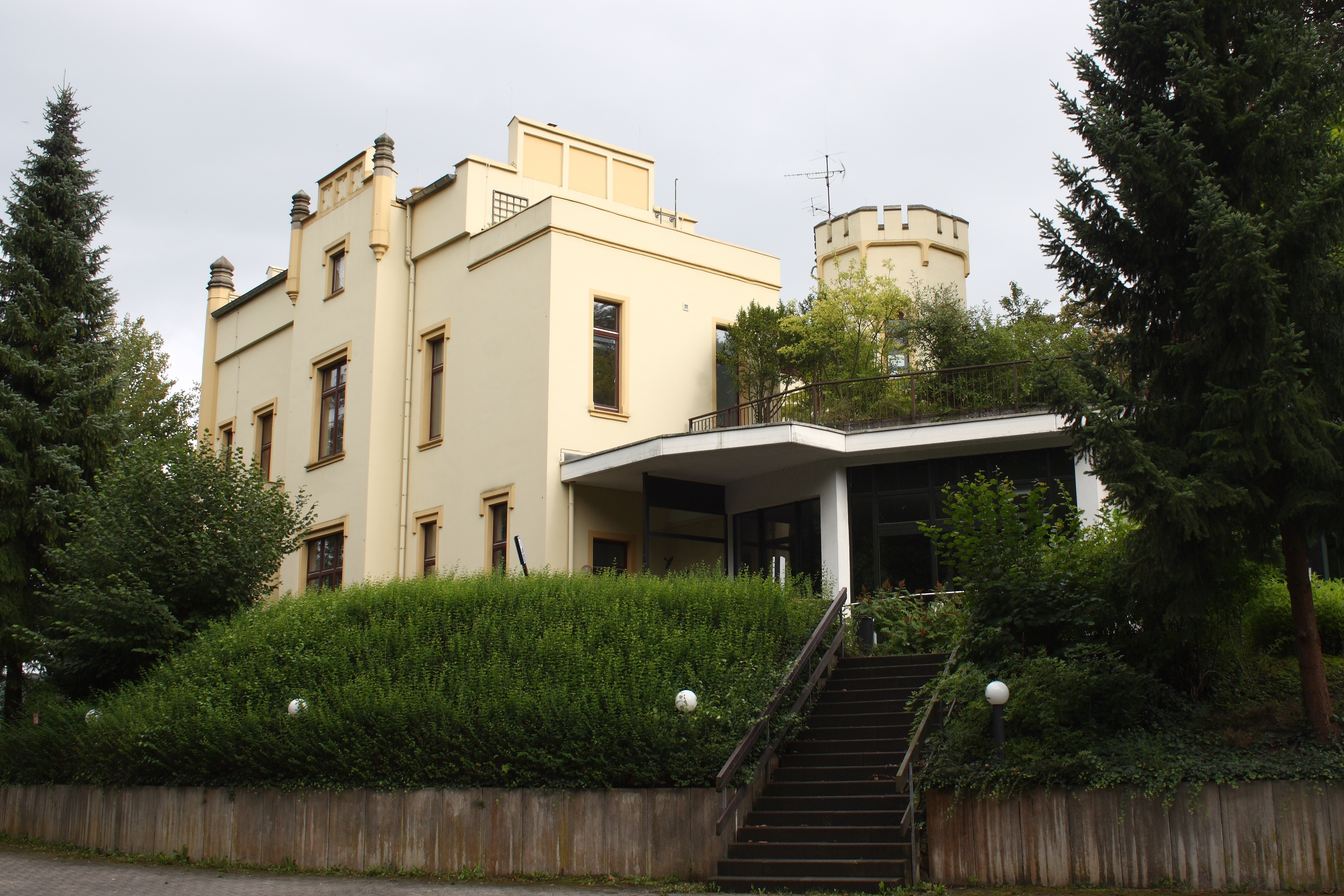
Villa Rolandshöhe in Oberwinter, von 1956 bis Ende der 1960er Jahre Residenz des türkischen Botschafters

Diese Liste der türkischen Botschafter in Deutschland verzeichnet die Gesandten und Botschafter des Osmanischen Reichs (bis 1920) und der Türkei (ab 1929) im Deutschen Reich und der Bundesrepublik Deutschland.

## Botschafter

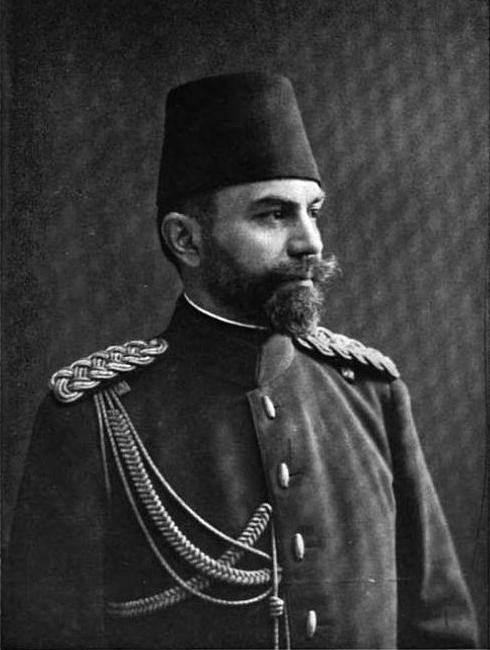
Mahmud Muhtar Pascha (Gesandter 1913–1915)
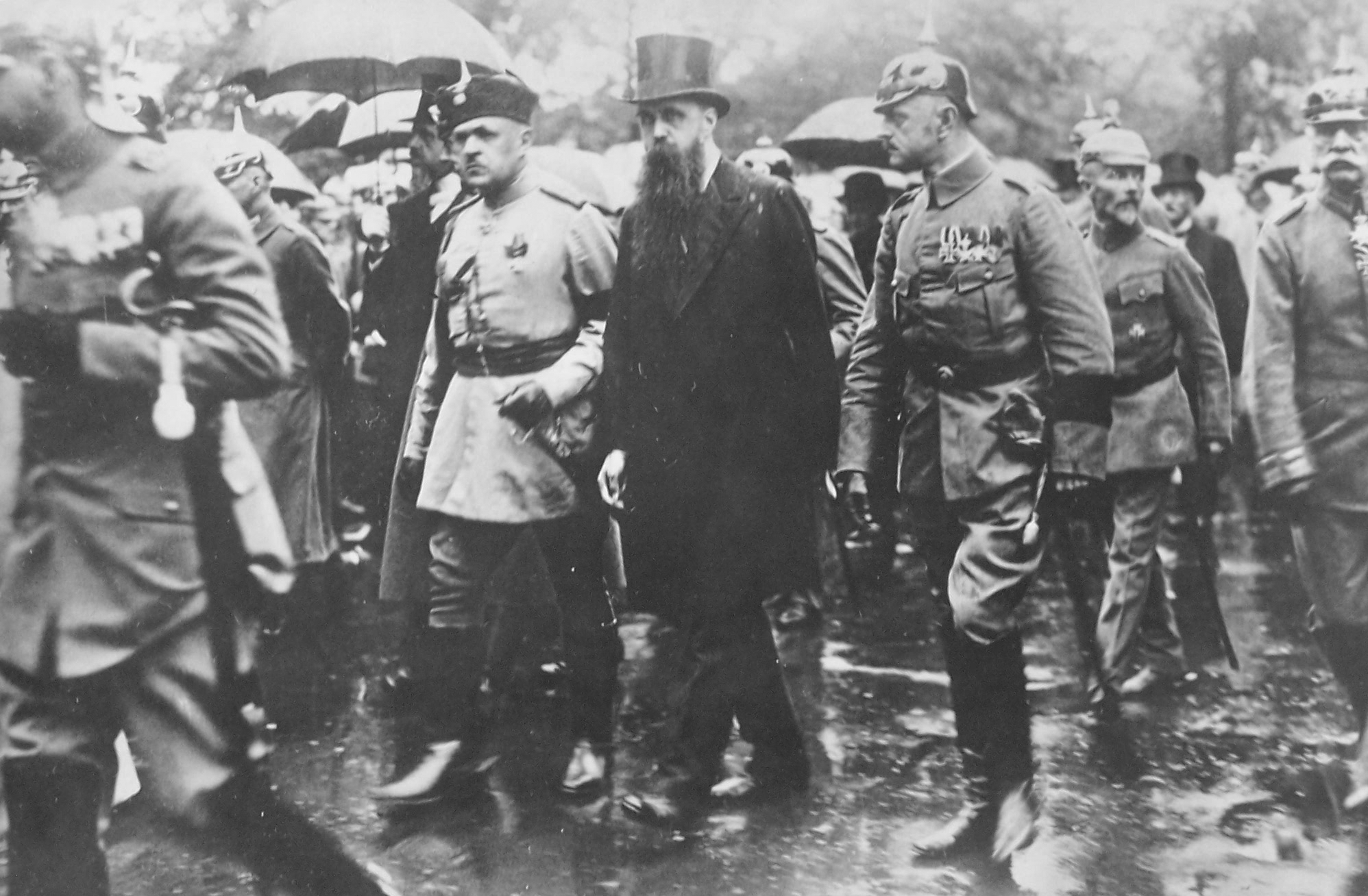
Rıfat Pascha (Gesandter 1918–1918) und Theodor Steinheil (1918)

### Osmanische Gesandte
| Ernennung Akkreditierung | Name                          | ernannt von    | akkreditiert während der Regierung von | Posten verlassen |
| ------------------------ | ----------------------------- | -------------- | -------------------------------------- | ---------------- |
| 1. Jan. 1865             | Alexander Carathéodory Pascha | Abdülaziz      | Wilhelm I.                             |                  |
| 11. Mai 1876             | Edhem Pasa                    | Abdülhamid II. | Wilhelm I.                             | 1. Jan. 1877     |
| 4. Juli 1877             | Sadullah Pascha               | Abdülhamid II. | Wilhelm I.                             | 4. Apr. 1883     |
| 11. Apr. 1883            | Said Pascha                   | Abdülhamid II. | Wilhelm I.                             | 3. Okt. 1885     |
| 12. Dez. 1885            | Tevfik Bey                    | Abdülhamid II. | Wilhelm I.                             | 9. Nov. 1895     |
| 10. Nov. 1895            | Rifat Bey                     | Abdülhamid II. | Wilhelm II.                            | 3. Feb. 1896     |
| 4. Feb. 1896             | Galib Bey                     | Abdülhamid II. | Wilhelm II.                            | 26. Nov. 1897    |
| 30. Nov. 1897            | Tevfik Pasa                   | Abdülhamid II. | Wilhelm II.                            |                  |
| 9. März 1898             | Morel Bey                     | Abdülhamid II. | Wilhelm II.                            | 10. Aug. 1905    |
| 1. Jan. 1906             | Ali Ihsan Bey                 | Abdülhamid II. | Wilhelm II.                            | 31. Okt. 1908    |
| 12. Sep. 1908            | Tevfik Pasa                   | Abdülhamid II. | Wilhelm II.                            | 25. Sep. 1908    |
| 16. Okt. 1908            | Osman Nizami Pasa             | Abdülhamid II. | Wilhelm II.                            | 23. Apr. 1913    |
| 28. Apr. 1913            | Mahmud Muhtar Pascha          | Mehmed V.      | Wilhelm II.                            | 9. Apr. 1915     |
| 1. Aug. 1915             | Ibrahim Hakki Pasa            | Mehmed V.      | Wilhelm II.                            | 28. Juli 1918    |
| 27. Aug. 1918            | Rifat Pasa                    | Mehmed VI.     | Wilhelm II.                            | 8. Mai 1919      |
| 8. Mai 1919              | Edhem Bey                     | Mehmed VI.     | Kabinett Scheidemann                   | 20. Feb. 1920    |

### Türkische Botschafter in der DDR
| Ernennung Akkreditierung | Botschafter           | Bemerkung | Liste der Ministerpräsidenten der Türkei | Vorsitzender des Staatsrats | Posten verlassen |
| ------------------------ | --------------------- | --- | ---------------------------------------- | --------------------------- | ---------------- |
| Apr. 1976                | Turgut Ilkan          | | Süleyman Demirel                         | Willi Stoph                 |                  |
| 7. Sep. 1978             | Ertuğrul Oğuz Çırağan | | Mustafa Bülent Ecevit                    | Erich Honecker              | 24. Juli 1980    |
| 24. Okt. 1980            | Özdemir Yiğit         | (* 2. März 1928 Vize; † 10. August 1995 in Istanbul) war Attaché an der Botschaft in Kopenhagen, 1970–1974: Botschafter in Tripolis, 1974–1978: Botschafter in Kopenhagen, von Juli 1979 bis Juli 1980 Generalsekretariat des Außenministeriums. 1984–1986: Botschafter in Bern | Bülent Ulusu                             | Erich Honecker              | 1984             |
| 4. Dez. 1984             | Hikmet Özkan          | 1. März 1975 – 1. Juli 1978: Botschafter in Tripolis | Turgut Özal                              | Erich Honecker              | 17. März 1989    |
| 26. Sep. 1989            | Mehmet Metin Mekik    | 1963: Gesandtschaftssekretär zweiter Klasse in Wien, 1. November 1976: Generalkonsul in Oklahoma 1. Sep. 1991 – 1. Dez. 1994: Botschafter in Kairo 1994: non-resident Botschafter in Belmopan.                                                                                  | Yıldırım Akbulut                         | Erich Honecker              | 3. Okt. 1989     |

### Türkische Botschafter

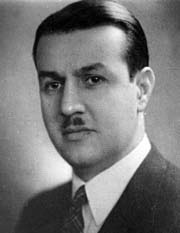
Suat Hayri Ürgüplü (Botschafter 1952–1955)

Nach anfänglichem Standort in Köln befand sich die türkische Botschaft ab 1951 in der Drachenfelsstraße in Bonn, spätestens ab 1954 in Bad Godesberg. Als Residenz des Botschafters diente von 1956 bis zur Fertigstellung eines eigenen türkischen Botschaftsgebäudes Ende der 1960er Jahre die Villa Rolandshöhe in Oberwinter südlich von Bonn. 1999 zog die Botschaft in die Rungestraße, Berlin-Mitte. Seit 2008 befindet sich die Türkische Botschaft wieder in der Berliner Tiergartenstraße.
| Ernennung Akkreditierung | Name                    | Standort             | ernannt von            | akkreditiert während der Regierung von | Posten verlassen |
| ------------------------ | ----------------------- | -------------------- | ---------------------- | -------------------------------------- | ---------------- |
| 29. Sep. 1929            | Kemalettin Sami Gökçen  |                      | Ismet Inönü            | Kabinett Müller II                     | 15. Apr. 1934    |
| 12. Mai 1934             | Mehmed Hamdi Arpag      | [ 5 ]                | Ismet Inönü            | Kabinett Hitler                        | 31. Juli 1939    |
| 5. Sep. 1939             | Hüsrev Gerede           | [ 6 ]                | Refik Saydam           | Kabinett Hitler                        | 27. Juli 1942    |
| 1. Aug. 1942             | Mustafa Saffet Arikan   | [ 7 ]                | Şükrü Saracoğlu        | Kabinett Hitler                        | 17. März 1944    |
| 6. März 1950             | Nizamettin Ayaşlı       | [ 8 ]                | Semsettin Günaltay     | Kabinett Adenauer I                    | 21. Sep. 1952    |
| 29. Okt. 1952            | Suat Hayri Ürgüplü      | Bad Godesberg        | Adnan Menderes         | Kabinett Adenauer I                    | 26. Sep. 1955    |
| 27. Dez. 1955            | Seyfullah Esin          | Bad Godesberg        | Adnan Menderes         | Kabinett Adenauer II                   | 14. Juni 1957    |
| 19. Juni 1957            | Settar Iksel            | Bad Godesberg        | Adnan Menderes         | Kabinett Adenauer II                   | 1. Okt. 1961     |
| 1. Nov. 1961             | Mehmet Baydur           | Bad Godesberg        | Emin Fahrettin Özdilek | Kabinett Adenauer III                  | 9. Apr. 1964     |
| 25. Aug. 1964            | Ziya Müezzinoglu        | Bad Godesberg        | Ismet Inönü            | Kabinett Erhard I                      | 2. Dez. 1966     |
| 3. Dez. 1966             | Oguz Gökmen             | Bad Godesberg        | Süleyman Demirel       | Kabinett Erhard II                     | 22. Feb. 1972    |
| 25. Feb. 1972            | Vahit Halefoglu         | Bad Godesberg        | Nihat Erim             | Kabinett Brandt I                      | 12. Sep. 1982    |
| 22. Nov. 1982            | Oktay Iscen             | Bad Godesberg        | Bülent Ulusu           | Kabinett Kohl I                        | 22. Aug. 1988    |
| 31. Aug. 1988            | Resat Arim              | Bad Godesberg        | Turgut Özal            | Kabinett Kohl III                      | 26. Nov. 1990    |
| 6. Dez. 1990             | Onur Öymen              | Bad Godesberg        | Yildirim Akbulut       | Kabinett Kohl III                      | 16. Juni 1995    |
| 30. Juni 1995            | Volkan Vural            | Bad Godesberg        | Tansu Çiller           | Kabinett Kohl V                        | 30. Apr. 1998    |
| 30. Apr. 1998            | Tugay Uluçevik          | Bad Godesberg/Berlin | Mesut Yılmaz           | Kabinett Kohl V                        | 15. Sep. 2000    |
| 18. Sep. 2000            | Osman Taney Korutürk    | Berlin               | Mustafa Bülent Ecevit  | Kabinett Schröder I                    | 6. Sep. 2003     |
| 16. Okt. 2003            | Mehmet Ali Irtemçelik   | Berlin               | Kabinett Erdoğan I     | Kabinett Schröder II                   | 18. März 2008    |
| 1. Apr. 2008             | Ali Ahmet Acet          | Berlin               | Kabinett Erdoğan II    | Kabinett Merkel I                      | 31. Dez. 2011    |
| 15. Jan. 2012            | Hüseyin Avni Karslıoğlu | Berlin               | Kabinett Erdoğan III   | Kabinett Merkel II                     | 13. Nov. 2016    |
| 15. Nov. 2016            | Ali Kemal Aydın         | Berlin               | Kabinett Yıldırım      | Kabinett Merkel III                    | 31. Aug. 2021    |
| 1. Sep. 2021             | Ahmet Başar Şen         | Berlin               | Kabinett Erdoğan IV    | Kabinett Merkel IV                     | 31. Jan. 2025    |
| 31. Jan. 2025            | Gökhan Turan            | Berlin               | Kabinett Erdoğan V     | Kabinett Scholz                        | im Amt           |